# Петранка
Петра́нка (укр. Петранка) — село в Рожнятовской поселковой общине Калушского района Ивано-Франковской области Украины.
Население по переписи 2001 года составляло 3049 человек. Занимает площадь 40,994 км². Почтовый индекс — 77635. Телефонный код — 0-3474.